# Grodziska Strefa Przemysłowa

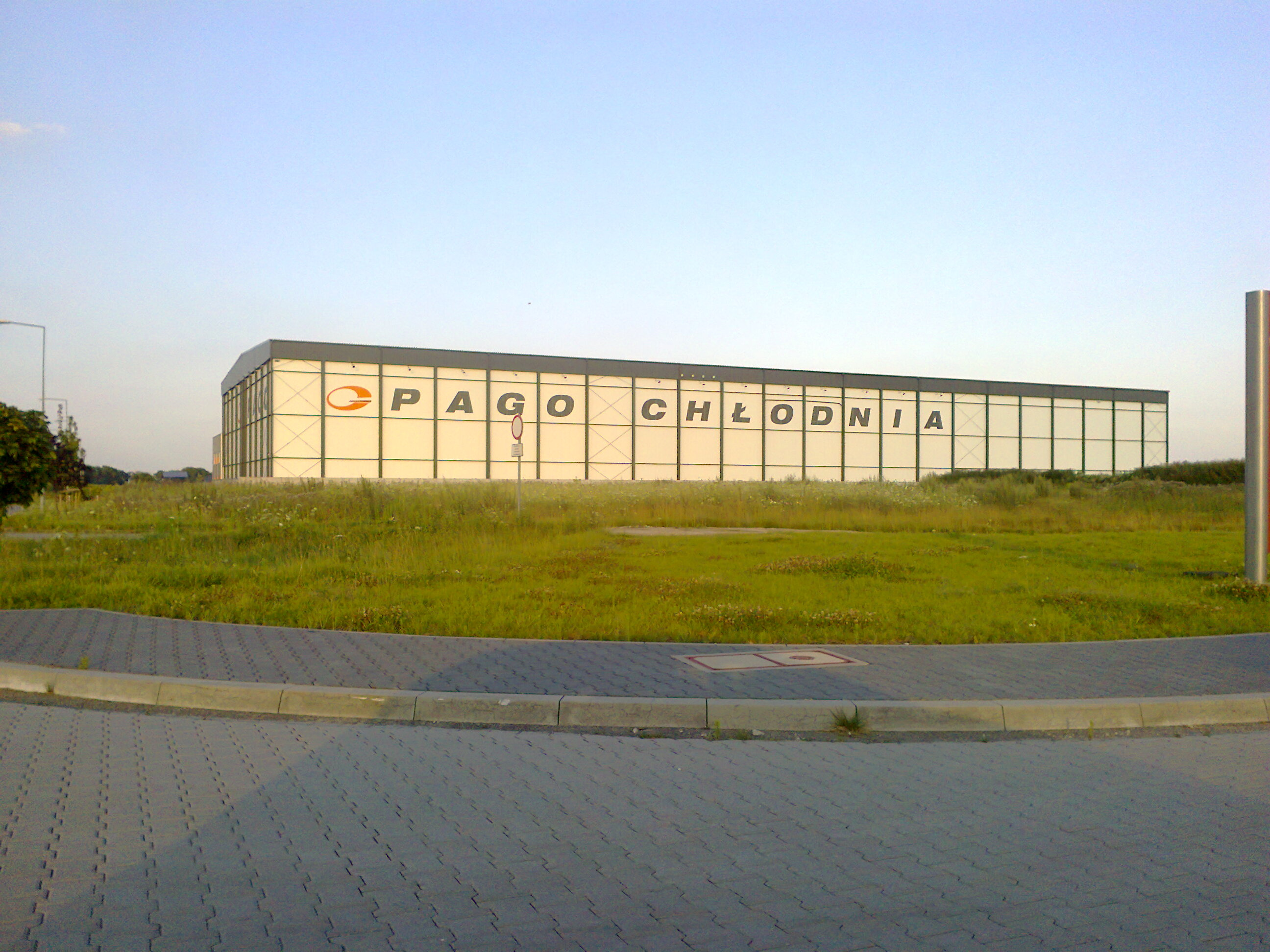
Chłodnia składowa Lineage Logistics (dawniej PAGO) na terenie Grodziskiej Strefy Przemysłowej

Grodziska Strefa Przemysłowa to teren o powierzchni 35 ha położony w Grodzisku  Wielkopolskim przy drodze krajowej nr 32 Poznań – Zielona Góra  oraz przy obwodnicy miasta.
Pomysł utworzenia w Grodzisku Wielkopolskim wydzielonych terenów pod inwestycje przemysłowe powstał na początku lat 90. Inspiracją dla projektu Grodzisk Food Park były podobne przedsięwzięcia w krajach zachodniej Europy, m.in. w Danii. Opracowany w 1993 r. „projekt organizacji strefy przemysłowej w małym mieście” był unikalnym w skali kraju rozwiązaniem. Zakładał on powstanie kilkunastu zakładów głównie branży spożywczej na bazie lokalnego rolnictwa. W tym celu gmina pozyskała z Agencji Nieruchomości Rolnych grunty położone w bezpośrednim sąsiedztwie drogi krajowej Poznań – Zielona Góra. Ten nowatorski jak na tamte czasy pomysł nie został wcielony w życie z powodu braku środków finansowych. W następnych latach samorząd lokalny podjął decyzję o sprzedaży działek zainteresowanym inwestorom. W 2003 r. zdecydowano o budowie drogi dojazdowej do poszczególnych działek i uzbrojeniu terenu strefy, co zaowocowało pojawieniem się kolejnych inwestorów.
Obecnie na terenie Grodziskiej Strefy Przemysłowej swoje zakłady produkcyjne mają następujące firmy:
- Ampol Serwis Sp. z o.o.
- Eden
- Grobud Sp. z o.o.
- Indrol
- Okechamp S.A.
- Lineage Logistics
- Thermod Polska
- Tevex Sp. z o.o.

W lipcu 2019 na terenie strefy przy drodze krajowej Nr 32 otwarto restaurację McDonald’s.
W listopadzie 2023 na terenie strefy obok restauracji McDonald’s otwarto pasaż handlowy o powierzchni 6,5 tys. m kw. o nazwie Pasaż Grodziski, w którym znajduje się 10 sklepów (Media Expert, KiK, Big Star, Dealz, Martes Sport, CCC, Sinsay, kaes, drogeria DM oraz Aldi).